# Herb Skały
Herb Skały – jeden z symboli miasta Skała i gminy Skała w postaci herbu.

## Wygląd i symbolika
Herb przedstawia w polu srebrnym bramę miejską czerwoną z sześcioblankowym krenelażem, bez wrót i brony, o trzech wieżach, z trójblankowym krenelażem i jednym czarnym oknem każda; w bramie stojąca błogosławiona Salomea w czarnym habicie, z krzyżem i lilią w dłoniach, ze złotym nimbem.
Herb Skały nawiązuje do ogólnej symboliki miejskiej (mury miejskie i wieże) oraz do błogosławionej Salomei – patronki Skały.
Pierwszy herb miasta wzorowany był na krakowskim i przedstawiał mur blankowany z trzema wieżami i otwartą bramą. Zmiana herbu nastąpiła w połowie XVII w..

## Literatura
- W. Drelicharz, Z. Piech: Dawne i nowe herby Małopolski, Kraków 2004
- Andrzej Plewako, Józef Wang: Herbarz Miast Polskich. Warszawa: Arkady, 1994. ISBN 978-83-213-3568-1. Brak numerów stron w książce
- Marian Gumowski: Herby miast polskich. Warszawa: Arkady, 1960. Brak numerów stron w książce0.